# ICEYE
ICEYE(アイサイ、アイスアイ)は小型衛星の製造を行うフィンランドの企業。合成開口レーダー(SAR)を搭載した地球観測衛星を運用している。2014年にアールト大学を拠点に設立され、本社はエスポーに置かれている。

## 概要
アールト大学で超小型衛星Aalto-1の開発チームの一員だったペッカ・ラウリラとラファル・モドルゼフスキによって設立された。2021年6月には日本に拠点を設けることが報じられた。

## 衛星
ICEYEは2025年4月現在までに計48機の衛星の打ち上げに成功している。同社によると、これはSAR衛星のコンステレーションとしては世界最大だという。

### 初期の衛星
2018年1月12日、初の実証衛星ICEYE-X1がサティシュ・ダワン宇宙センターからPSLVロケットによって極軌道に投入された。これは世界初の100kg以下のSAR衛星、そしてフィンランド初の商用衛星となった。
2018年12月3日にはスペースXのファルコン9ロケットによってICEYE-X2が打ち上げられた。
ICEYEの3機目のSAR衛星はアメリカ空軍のHarbinger衛星の一部として打ち上げられた（ICEYE-X3）。この衛星は2019年5月5日にエレクトロンロケットによってニュージーランドから打ち上げられた。当初は衛星バスとペイロード間の通信に問題が生じていたが、後に解消されたとされる。

### コンステレーション
2019年6月5日にソユーズ 2.1bロケットによってICEYE-X4とX5が打ち上がられた。2020年9月28日には同じくソユーズ 2.1bロケットでICEYE-X6とX7が打ち上げられた。
2021年1月24日にはファルコン9ロケットへの相乗りでICEYE-X8、X9、X10の3機が打ち上げられた。2021年6月30日には4機の衛星（ICEYE-X11、X12、X13、X15）がファルコン9ロケットによって打ち上げられた。このうち3機は同社の衛星コンステレーションに組み込まれ、残りの1機は次世代衛星の実証に使用される。2022年1月13日にファルコン9ロケットによってICEYE-X14とX16が打ち上げられた。ICEYE-X14はICEYEの米国法人、ICEYE USが製造、ライセンス取得、運用する初の衛星となった。